# Седекион (епископ Византийский)
Седекион (греч. Σεδεκίων, также известный как Седек Цареградский; † 114) — епископ Византийский.
Настоящее имя по всей видимости Седекия (ивр. צִדְקִיָּהו‎, Цедкияху; также ивр. צִדְקִיָּה‎, Цидкия — буквально «Господь — моя праведность»).
Пятый епископ Византийский после апостола Андрея. Рукоположён в епископы в 105 году, сменив на этом посту Плутарха, и служил в этой должности в течение девяти лет, до 114 года. Епископство его прошло в годы преследования христиан императором Траяном.